# Гномы и горный король
«Гномы и горный король» — российский рисованный мультфильм 1993 года. Подзаголовок мультфильма — «Фантазия на тему Эдварда Грига». В фильме использованы пьесы: «Утро», «Шествие гномов» и «В пещере горного короля».
Режиссёр Инесса Ковалевская разработала новую тему: экранизация народных песен и шедевров мировой музыкальной классики. Так появились «Русские напевы» (1972), «Детский альбом» (1976), «Гномы и горный король» (1993) и другие мультфильмы.

## Сюжет
Утро в горах. Маленький пастушок играет на флейте, рядом пасётся коза. Внезапно пастушок видит пятерых гномов, которые куда-то спешат. Любознательный мальчик решает за ними проследить и попадает в уходящую вглубь горы пещеру со сталактитами. В центре расположенного в пещере огромного зала на троне сидит Горный Король, вокруг которого пляшут его подданные, в том числе и сами гномы. Испуганный невиданным зрелищем пастушок спасается бегством из пещеры и вместе со своей козой покидает владения Горного Короля.

## Создатели
- Автор сценария и режиссёр: Инесса Ковалевская
- Художник-постановщик: Галина Шакицкая
- Композитор: Эдвард Григ
- Оператор: Наталия Михайлова
- Звукооператор: Борис Фильчиков
- Художники-мультипликаторы: Эльвира Маслова, Галина Зеброва, Ольга Орлова, Алексей Миронов
- Художники: Анна Атаманова, Николай Митрохин, Ольга Новосёлова, Ирина Собянина
- Ассистент режиссёра: Ольга Апанасова
- Монтаж: Изабеллы Герасимовой
- Редактор: Елена Михайлова
- Директор съёмочной группы: Бэла Ходова

## Музыка
Мультфильм основан на музыке норвежского композитора Эдварда Грига.